# 90 هـ
90 هـ هي سنة في التقويم الهجري امتدت مقابلةً في التقويم الميلادي بين سنتي 708 و709.

## مواليد
- خازم بن خزيمة التميمي أمير وقائد كبير في الدولة العباسية.
- حفص بن سليمان الكوفي
- الوليد بن يزيد
- خالد بن برمك

## وفيات
- الأشهب بن رميلة التميمي شاعر وفارس مخضرم.
- الأخطل
- الجحاف بن حكيم
- الدامغة
- الراعي النميري
- حفص بن عاصم
- صفية بنت شيبة
- مالك بن أسماء
- مسكين الدارمي
- خالد بن يزيد بن معاوية
- الهرماس بن زياد